# Juan Navarro Castellanos
Juan Navarro Castellanos (San José de Gracia, Jalisco, 27 de enero de 1945) es un obispo emérito mexicano que fue obispo de Tuxpan, Veracruz (2009-2021).

## Biografía

### Primeros años y formación
Juan nació el 27 de enero de 1945, en la localidad de San José de Gracia, Jalisco, México.
Estudió filosofía y teología en el seminario de Guadalajara y, posteriormente, en el de San Juan de los Lagos.

### Sacerdocio
Su ordenación sacerdotal fue el 23 de diciembre de 1977, a manos del entonces Obispo de San Juan de los Lagos, Francisco Javier Nuño y Guerrero, a la edad de 32 años.
En esa misma circunscripción eclesiástica se incardinó.
Dentro de la diócesis de San Juan de los Lagos desempeñó diversas funciones: vicario parroquial, responsable de la pastoral juvenil diocesana, vicario episcopal del consejo de laicos y miembro del equipo pastoral diocesano.
En 1993, fue nombrado párroco de la Parroquia de San Julián.

## Episcopado

### Obispo Auxiliar de Acapulco
El 31 de enero de 2004, el papa Juan Pablo II lo nombró obispo auxiliar de la Arquidiócesis de Acapulco. El mismo día de su nombramiento como obispo auxiliar de Acapulco, se le asignó la sede titular de Capocilla.

#### Ordenación Episcopal
Fue consagrado el 23 de marzo de 2004, en la Catedral Cristo Rey de Acapulco, a manos del por entonces Arzobispo de Acapulco, Felipe Aguirre Franco, a la edad de 59 años.
Sus co-consagrantes fueron el por entonces Obispo de San Juan de los Lagos, Javier Navarro Rodríguez, y el actual cardenal, Giuseppe Bertello.
Tomó posesión canónica el mismo día de su ordenación.

### Obispo de Tuxpan
El 12 de febrero de 2009, el papa Benedicto XVI lo nombró Obispo de Tuxpan.
Tomó posesión del Obispado el mismo día de su nombramiento.

### Renuncia
El 27 de febrero de 2021, el papa Francisco le aceptó la renuncia al gobierno pastoral de la diócesis.